# Hordville, Nebraska
Hordville, Nebraska (енгл. Hordville) град је у америчкој савезној држави Небраска.

## Демографија
По попису из 2010. године број становника је 144, што је 6 (-4,0%) становника мање него 2000. године.
| Група             | 2000.       | 2010.       |
| Белци             | 148 (98,7%) | 143 (99,3%) |
| Афроамериканци    | 0 (0,0%)    | 0 (0,0%)    |
| Азијати           | 0 (0,0%)    | 0 (0,0%)    |
| Хиспаноамериканци | 0 (0,0%)    | 0 (0,0%)    |
| Укупно            | 150         | 144         |